# Cantó de Metzervisse
El cantó de Metzervisse és un cantó francès del departament del Mosel·la, situat al districte de Thionville-Est. Té 27 municipis i el cap és Metzervisse.

## Municipis
- Aboncourt (Aubonco)
- Basse-Ham (Nidder-Ham)
- Bertrange (Bartreng)
- Bettelainville (Berschdrëf )
- Bousse (Buuss)
- Buding (Bëddéngen)
- Budling (Bidléngen)
- Distroff (Dischdrëf )
- Elzange (Eelséngen)
- Guénange (Genéngen)
- Hombourg-Budange
- Inglange (Engléng)
- Kédange-sur-Canner
- Kemplich
- Klang
- Kœnigsmacker (Macher)
- Kuntzig
- Luttange
- Metzeresche
- Metzervisse (Metzerwis)
- Monneren (Monner)
- Oudrenne (Udèren)
- Rurange-lès-Thionville (Rurchéngen)
- Stuckange (Stickéng)
- Valmestroff
- Veckring (Weckréngen)
- Volstroff

## Història
| Data d'elecció                           | Identitat              | Partit          | Qualitat |
| ---------------------------------------- | ---------------------- | --------------- | -------- |
| 1945-19..                                | Dr. Glad               | Divers droite   |          |
| 19..-197o                                | M. Kremer              | MRP, després CD |          |
| 1970-1976                                | Robert Schmitt         | RI              |          |
| 1976-1982                                | Jean-Marie Aubron      | PS              |          |
| 1982-1988                                | François Putz          | UDF             |          |
| 1988-2008                                | Jean-Marie Aubron      | PS              |          |
| 2008-                                    | Jean-Pierre La Vaullée | PS              |          |
| les dades anteriors no són pas conegudes |                        |                 |          |
|                                          |                        |                 |          |

## Demografia
| A partir de 1990 : Població sense dobles comptes |